# Mount & Blade: Ogniem i mieczem
Mount & Blade: Ogniem i Mieczem (ang. Mount & Blade: With Fire & Sword) – samodzielny dodatek do fabularnej gry akcji Mount & Blade wydany 4 grudnia 2009 roku. Za jej stworzenie odpowiadają rosyjskie studio Snowberry Connection, ukraińskie Sich Studio oraz turecki deweloper TaleWorlds (twórca pierwowzoru). Wydawcą i jednocześnie dystrybutorem gry w Polsce jest CD Projekt.

## Opis gry
W Mount & Blade: Ogniem i Mieczem gracz podróżuje wraz ze swym oddziałem przez ziemie XVII-wiecznej Rzeczypospolitej oraz czterech innych państw: Szwecji, Księstwa Moskiewskiego, kozackiej Ukrainy i Chanatu Krymskiego. Rozgrywka jest bardzo podobna do pierwowzoru, jednak została dostosowana do warunków czasu i miejsca (można odwiedzić znane, prawdziwe miasta – Kraków, Warszawa, Moskwa, Bakczysaraj itp.) oraz spotkać ludzi znanych z historii (Bohdan Chmielnicki, a także królowie i rycerze) oraz z Trylogii Sienkiewicza (Jan Onufry Zagłoba, Michał Wołodyjowski).

## Mount & Blade: Ogniem i Mieczem – Dzikie Pola
5 grudnia 2010 roku wydana została samodzielna kontynuacja do gry o nazwie Dzikie Pola. Wprowadza ona gracza w rok 1648, okres powstania Chmielnickiego. Nowością jest gra wieloosobowa z nowym trybem „kapitanowie”.